# Analogowe przetwarzanie sygnałów
Analogowe przetwarzanie sygnałów – dział techniki dotyczący przetwarzania sygnałów analogowych, czyli takich, które mogą zmieniać się w sposób ciągły. Matematyczne algorytmy przetwarzania analogowego są implementowane w postaci obwodów elektronicznych, układów mechaniczno-pneumatycznych. W obwodach elektronicznych operacje matematyczne takie jak mnożenie czy całkowanie realizują odpowiednie układy rezystorów, kondensatorów, cewek, wzmacniaczy operacyjnych i innych elementów. W przypadku układów pneumatycznych odpowiednie zestawy zbiorników, zaworów i dysz wykonują podobne funkcje.
Dla każdego algorytmu konieczne jest zbudowanie nowego obwodu elektronicznego czy układu pneumatycznego, który może być co najwyżej strojony. Zwykle takiego urządzenia nie da się w żaden sposób przeprogramować do realizacji innej funkcji. Budowanie układów analogowych jest najczęściej bardzo kosztowne ze względu na konieczność zachowania bardzo dużej dokładności i utrudnienia w miniaturyzacji. Każda niedoskonałość powoduje powstawanie błędów. Z tego względu w większości zastosowań przetwarzanie analogowe ograniczone jest do niezbędnego minimum. W przeszłości układy analogowe stosowane były bardzo szeroko, tworząc podstawę wszelkim systemów automatyki czy telekomunikacji. Miniaturyzacja elektroniki przyczyniła się do rozwoju przetwarzania cyfrowego, które prawie całkowicie wyparło analogowe. Układy cyfrowe są tańsze, gdyż produkcja masowa takich elementów jest łatwiejsza do wdrożenia. 
Podstawowe wartości fizyczne przetwarzane w elektronicznych obwodach analogowych stanowią:
- napięcie,
- prąd,
- częstotliwość,
- amplituda,
- faza.

Przetwarzanie analogowe jest niezbędne, aby przygotować sygnał odpowiednio dla przetworników analogowo-cyfrowych. Pomiar bardzo małych wartości np. napięcia może zostać dokonany dopiero po odpowiednim ich wzmocnieniu wykonanym w obwodzie analogowym. Podobnie sygnał analogowy pochodzący z przetwornika cyfrowo-analogowego musi najczęściej zostać wzmocniony, aby wysterować elementy wykonawcze takie jak głośnik czy silnik. W specjalnych zastosowaniach przetwarzanie analogowe może być konieczne jako jedyny sposób osiągnięcia bardzo wysokiej jakości sygnału, np. w sprzęcie audiofilskim. W zastosowaniach przemysłowych pneumatyczne układy sterujące są niekiedy stosowane w strefach zagrożonych wybuchem albo promieniowaniem jonizującym.